# Kinetiska gasteorin
Kinetiska gasteorin är en del av statistisk mekanik som förklarar de makroskopiska egenskaperna för gaser med iakttagande av deras natur på molekylär nivå.

## Grundprinciper
De fundamentala principerna för kinetisk teori finns angivna i form av flera grundprinciper:
- Gaser är uppbyggda av atomer (ädelgaser) eller molekyler som rör sig i en konstant slumpartad rörelse. De rörliga partiklarna kolliderar med varandra och med väggarna på en behållare.
- Kollisionen mellan partiklarna är elastisk.
- Den totala volymen av gasmolekylerna är försumbar i förhållande till behållarens volym.
- Dragningskraften mellan molekylerna är försumbar.

Ovan angivna förutsättningar gäller en ideal gas. Verklig gas närmar sig det ideala stadiet vid låg densitet och hög temperatur.

## Kinetisk energi
Under antagandet att en enatomig gas beter sig som en ideal gas så är medelenergin hos atomerna i gasen {\displaystyle \langle E_{k}\rangle } proportionell mot gasens temperatur T
{\displaystyle \langle E_{k}\rangle ={\frac {3}{2}}k_{B}T}
där {\displaystyle k_{B}} betecknar Boltzmanns konstant, cirka 1,380 6505(24)×10−23 joule/kelvin.

## Tryck
Tryck förklaras av den kinetiska teorin av att det uppstår av gasmolekyler som krockar med behållarens väggar. Härledningen för den matematiska formeln följer här:
Antag att en gas med n molekyler, varje med en massa m är instängda i en behållare med volymen V. Antag vidare att en gasmolekyl kolliderar med en vägg på behållaren som är vinkelrät mot x-axeln och därefter studsar iväg i motsatt riktning och med samma hastighet (en elastisk kollision). Då är partikelns förlorade rörelsemängd lika med:
{\displaystyle 2mv_{x}}
där {\displaystyle v_{x}} är x-värdet för den initiala hastigheten hos partikeln.
Kraften är med den takt vilken rörelsemängden ändras. Om man beaktar en partikels krockar med väggen varje
{\displaystyle 2l \over v_{x}}
tidsenhet där l är längden av behållaren.
Eftersom partiklarna rör sig slumpartat i alla riktningar och eftersom
{\displaystyle v^{2}=v_{x}^{2}+v_{y}^{2}+v_{z}^{2}}
gäller för varje partikel, gäller för den totala kraften
{\displaystyle m\sum _{j}v_{j}^{2} \over 3l}
Detta kan skrivas som
{\displaystyle Nmv_{rms}^{2} \over 3l}
där vrms är kvadratiska medelvärdes-hastigheten (rms efter engelskans root mean square) för gasen.
Därför är trycket – kraften per areaenhet – lika med
{\displaystyle Nmv_{rms}^{2} \over 3Al}
där A är väggens area.
Så har vi fått följande uttryck för tryck
{\displaystyle P={Nmv_{rms}^{2} \over 3V}}
Detta resultat är intressant och betydelsefullt eftersom det relaterar tryck, i ett makroskopiskt perspektiv, till den genomsnittligt överensstämmande kinetiska energin per molekyl: {\displaystyle 1 \over 2mv_{rms}^{2}}, vilket är i ett mikroskopiskt perspektiv.
Notera även att produkten av tryck och volym bara är {\displaystyle 2 \over 3} av den totala kinetiska energin.

## Temperatur
Ekvationen här ovan talar om att produkten av tryck och volym per mol är proportionerlig med medelvärdet för den kinetiska energin. Vidare säger den ideala gaslagen att denna produkt är proportionell mot den absoluta temperaturen. Tillsammans avslöjar dessa två uppgifter en viktig sak gällande den kinetiska teorin: Den genomsnittliga kinetiska energin är proportionell mot den absoluta temperaturen. Konstanten för proportionaliteten är 2/3 av Boltzmanns konstant, vilket är förhållandet mellan gaskonstanten R och Avogadros tal (oavsett typ av gas). Detta resultat är relaterat till ekvipartitionsteoremet.
Då den kinetiska energin per kelvin är:
- per mol 12,47 J
- per molekyl 20,7 yJ = 129 μeV,

då är den kinetiska energin vid 273,15 K:
- per mol 3406 J
- per molekyl 5,65 zJ = 35,2 meV.

Exempel:
- Väte (molekylmassa 2 u): 1703 kJ/kg
- Kväve (molekylmassa 28 u): 122 kJ/kg
- Syre (molekylmassa 32 u): 106 kJ/kg

## rms-hastigheten för molekyler etc.
Den kinetiska energiformeln ger:
{\displaystyle v_{rms}^{2}} = 24,940 T / molekylmassa
med v i m/s och T i kelvin.
För normaltemperatur är rms-hastigheten:
- Fria neutroner 2610 m/s
- Väte 1846 m/s
- Kväve 493 m/s
- Syre 461 m/s

Den mest sannolika hastigheten är 81,6 % av dessa (alltså 2131 m/s för fria neutroner), och medelhastigheten 92,1 %, se även Maxwell–Boltzmannfördelning.

## Newton
- Skjuvspänningen i gaser: {\displaystyle \tau =\mu {\frac {\partial u}{\partial y}}}
- Kinetisk viskositet i gaser: {\displaystyle \nu ={\frac {\mu }{\rho }}}